# Paulin Lemaire
Paulin Alexandre Lemaire (Maubeuge, 18 dicembre 1882 – 17 ottobre 1932) è stato un ginnasta francese.
Partecipò ai Giochi olimpici del 1900 di Parigi e ai Giochi olimpici del 1920 di Anversa. All'Olimpiade parigina si classificò trentesimo nella gara di esercizi combinati mentre 20 anni più tardi conquistò la medaglia di bronzo nella gara di ginnastica artistica a squadre.

## Palmarès
| Anno | Manifestazione  | Sede    | Evento                        | Risultato |
| ---- | --------------- | ------- | ----------------------------- | --------- |
| 1920 | Giochi olimpici | Anversa | All-around a squadre maschile | Bronzo    |